# Namwon
Namwon est une ville de la Corée du Sud, dans la province du Jeolla du Nord. Elle est située à une heure de route de Jeonju et de Gwangju sur les bords du Seomjin à l'ouest des monts Sobaek et en particulier de leur point culminant, le Jirisan. La fleur officielle de la ville est l'azalée royale, l'arbre est le lagerstroemia et l'oiseau l'hirondelle. Namwon est considérée comme la « ville de l'amour » car c'est le lieu où se déroule l'histoire de Chunyang, un des plus célèbres pansori de Corée.

## Histoire
Namwon a été fondée en 685 durant le règne de Sinmum de Silla. En 1597, la garnison coréenne subit une lourde défaite lors du siège de la ville pendant l'invasion japonaise.

## Climat
Namwon est soumise à un climat continental humide à été très chaud et hiver sec correspondant à la catégorie Dwa de la classification de Köppen. Les gelées nocturnes sont fréquentes de décembre à mars et près de la moitié des précipitations se concentrent sur les mois de juillet et aout. La vitesse moyenne du vent est de 1,3 m/s.  Namwon fait partie de l'écorégion des forêts décidues de Corée centrale.
| Mois                                | jan.  | fév. | mars | avril | mai   | juin  | jui.  | août  | sep.  | oct.  | nov.  | déc. | année   |
| ----------------------------------- | ----- | ---- | ---- | ----- | ----- | ----- | ----- | ----- | ----- | ----- | ----- | ---- | ------- |
| Température minimale moyenne (°C)   | −6,8  | −5,2 | −1,3 | 4     | 10,4  | 16,7  | 21,1  | 21,1  | 15,2  | 6,6   | 0,2   | −5,2 | 6,4     |
| Température moyenne (°C)            | −1,4  | 1    | 5,6  | 11,9  | 17,4  | 22    | 25    | 25,2  | 20,6  | 13,4  | 6,5   | 0,4  | 12,3    |
| Température maximale moyenne (°C)   | 5     | 8,2  | 13,2 | 19,9  | 24,6  | 27,9  | 29,9  | 30,6  | 27,3  | 21,9  | 14,5  | 7,4  | 19,2    |
| Ensoleillement (h)                  | 157,5 | 175  | 203  | 222,1 | 223,5 | 182,9 | 159   | 176,4 | 181,2 | 197,6 | 162,7 | 156  | 2 199,3 |
| Précipitations (mm)                 | 31,2  | 41   | 52,5 | 71,5  | 111   | 176,7 | 298,9 | 346,1 | 137   | 46,3  | 42,8  | 25,4 | 1 380,4 |
| Nombre de jours avec précipitations | 8,4   | 7,1  | 8,3  | 7,7   | 8,9   | 9,8   | 14,9  | 15,5  | 8,4   | 5,9   | 7,1   | 7,3  | 109,3   |

## Géographie

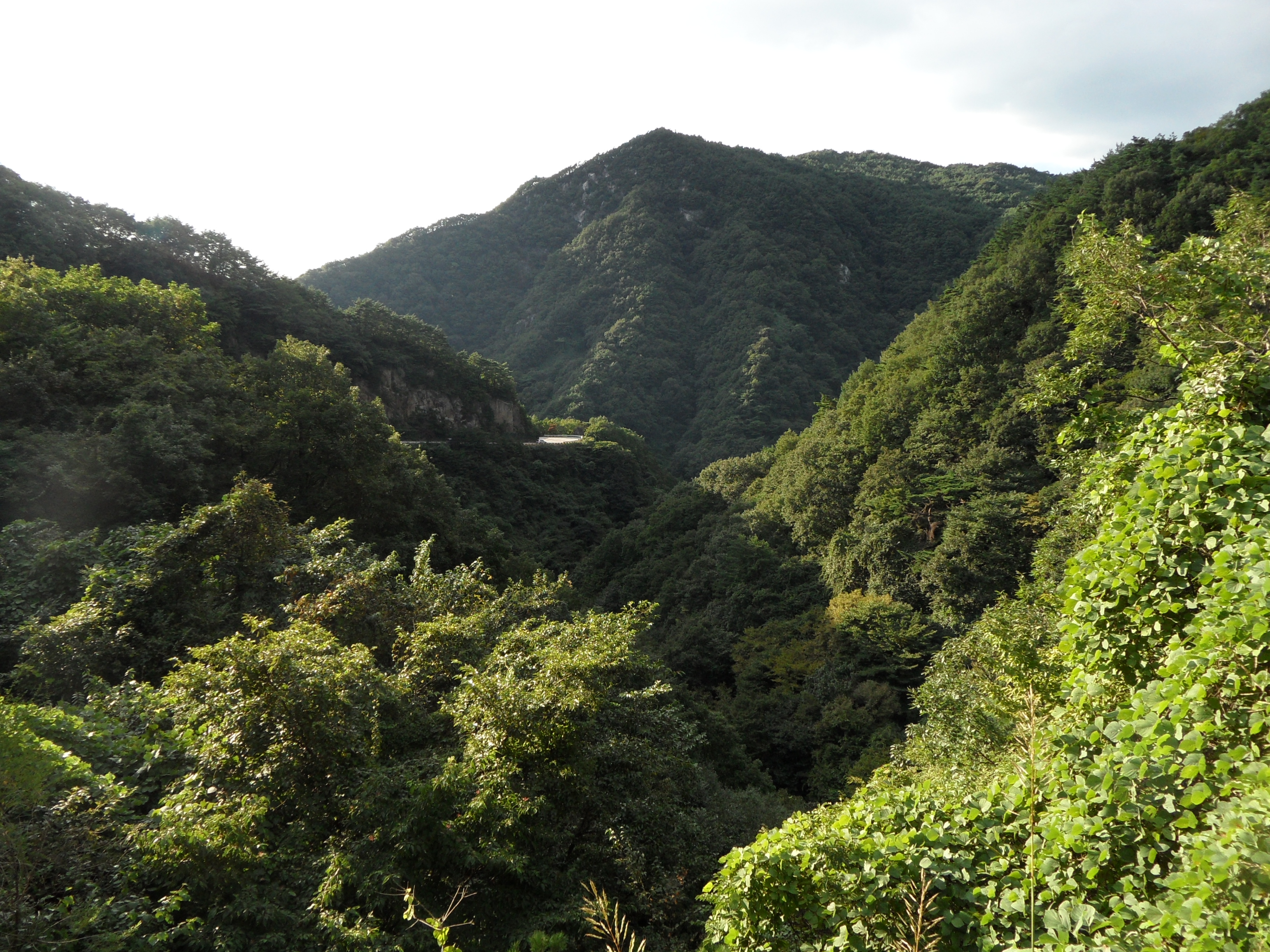
Parc national de Jirisan

Namwon se trouve dans un bassin entouré de montagnes. Son centre-ville est situé à 107 mètres d'altitude, il est traversé par la Yocheon, une rivière qui se jette ensuite dans la Seomjin. Sa partie est est englobée dans le parc national du Jirisan, la plus haute montagne de la Corée du Sud continentale (1 915 m).
Dans ses limites administratives actuelles, la ville de Namwon est issue de la fusion de la ville et du district de Namwon le 1er janvier 1995. La partie urbaine est divisée en 7 quartiers (dong) tandis que la partie rurale comporte 15 communes (myeon) et un bourg (eup). La population est en baisse rapide : elle est passée de 104 198 habitants en 2002 à 84 856 habitants en 2015.

Subdivisions de la ville de Namwon

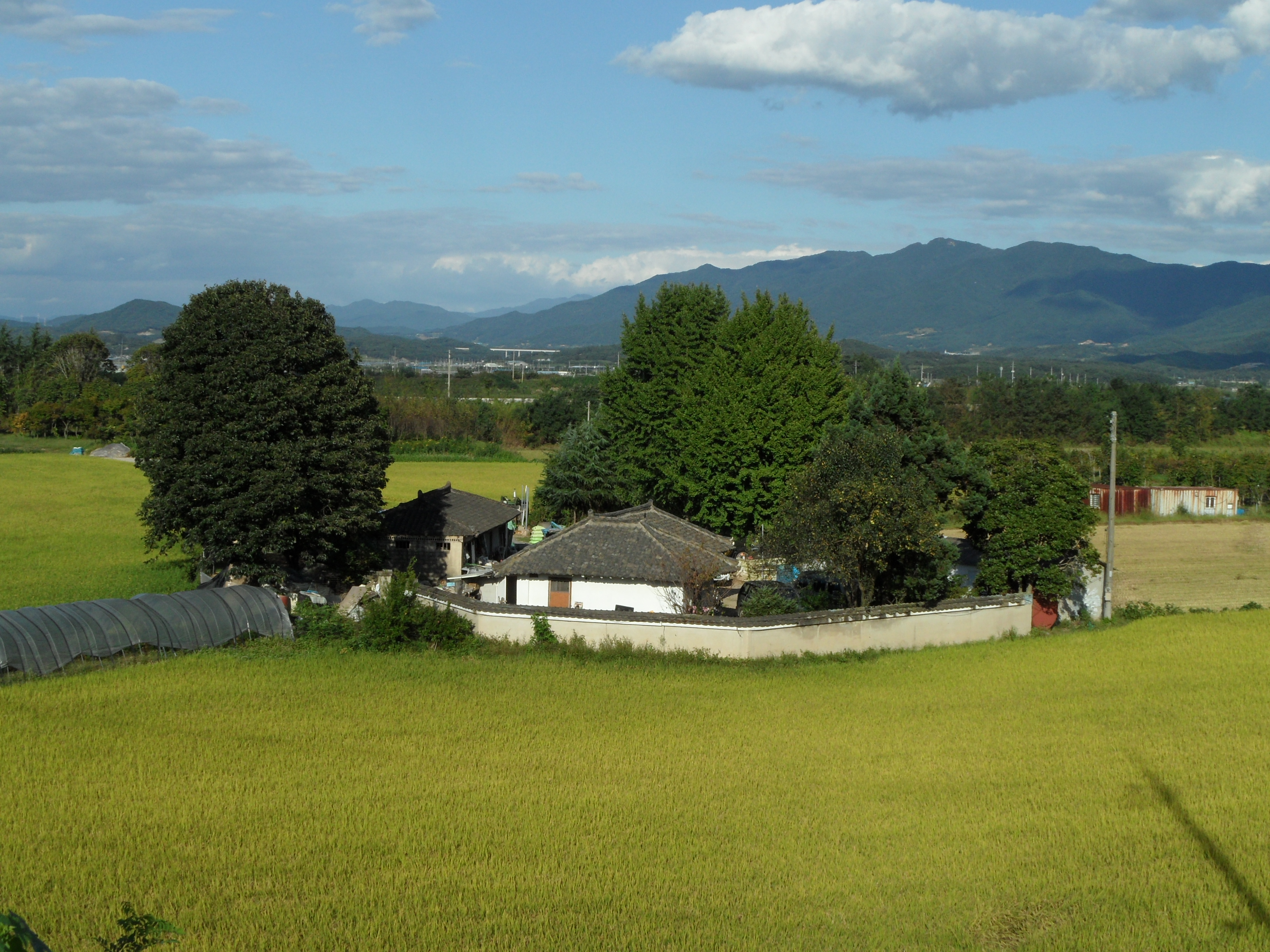
Geumji-myeon
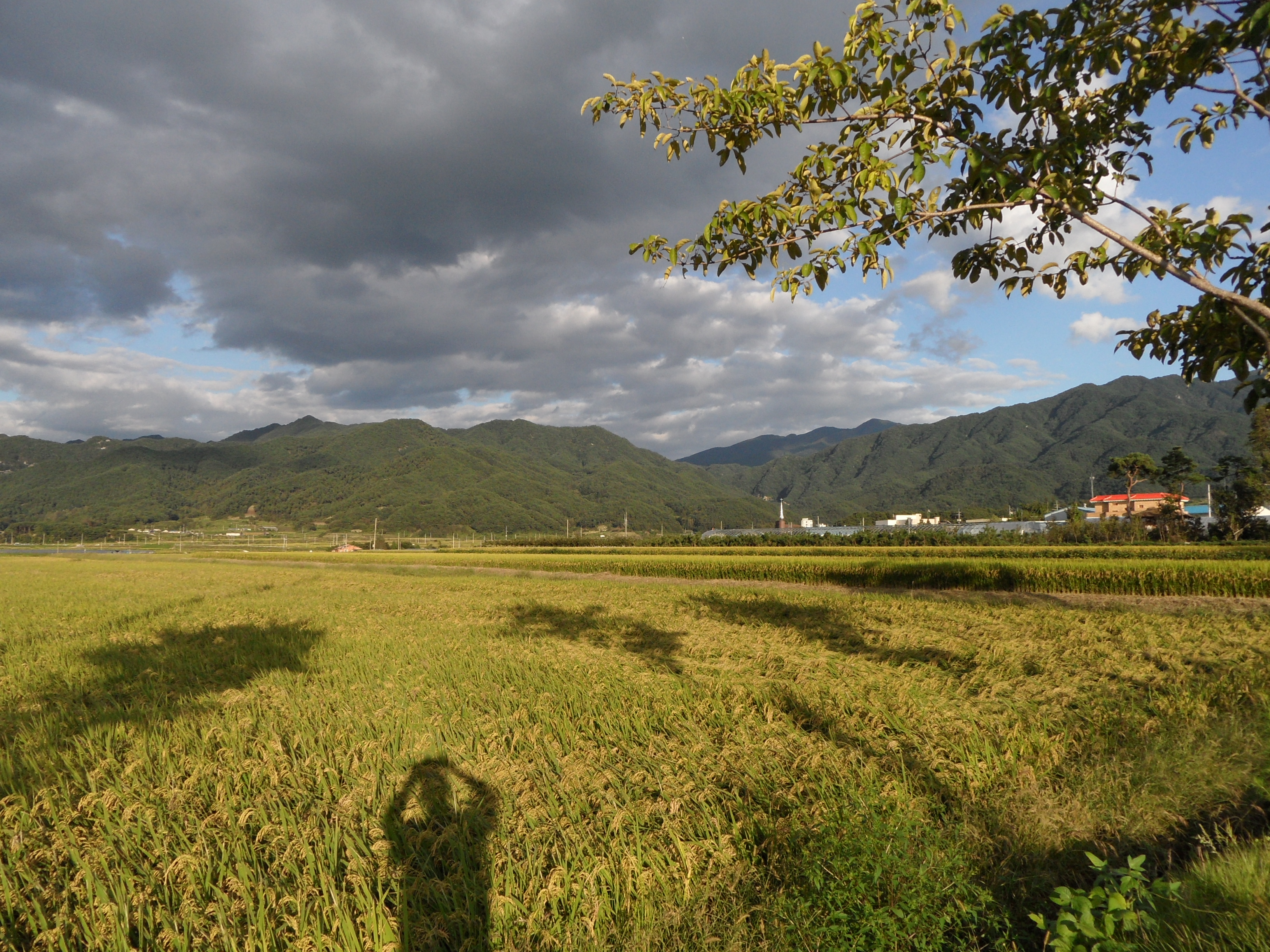
Jucheon-myeon
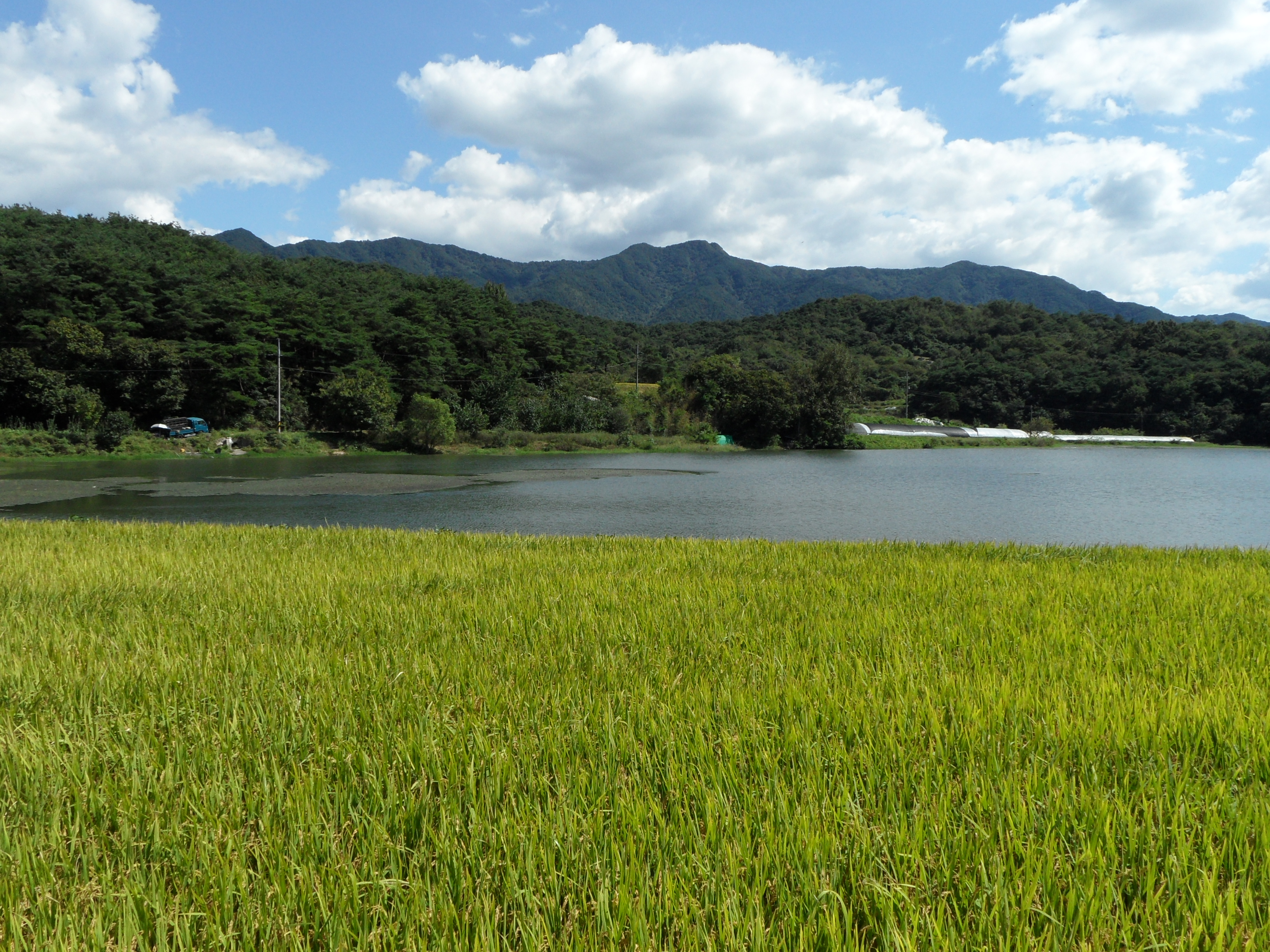
Suji-myeon
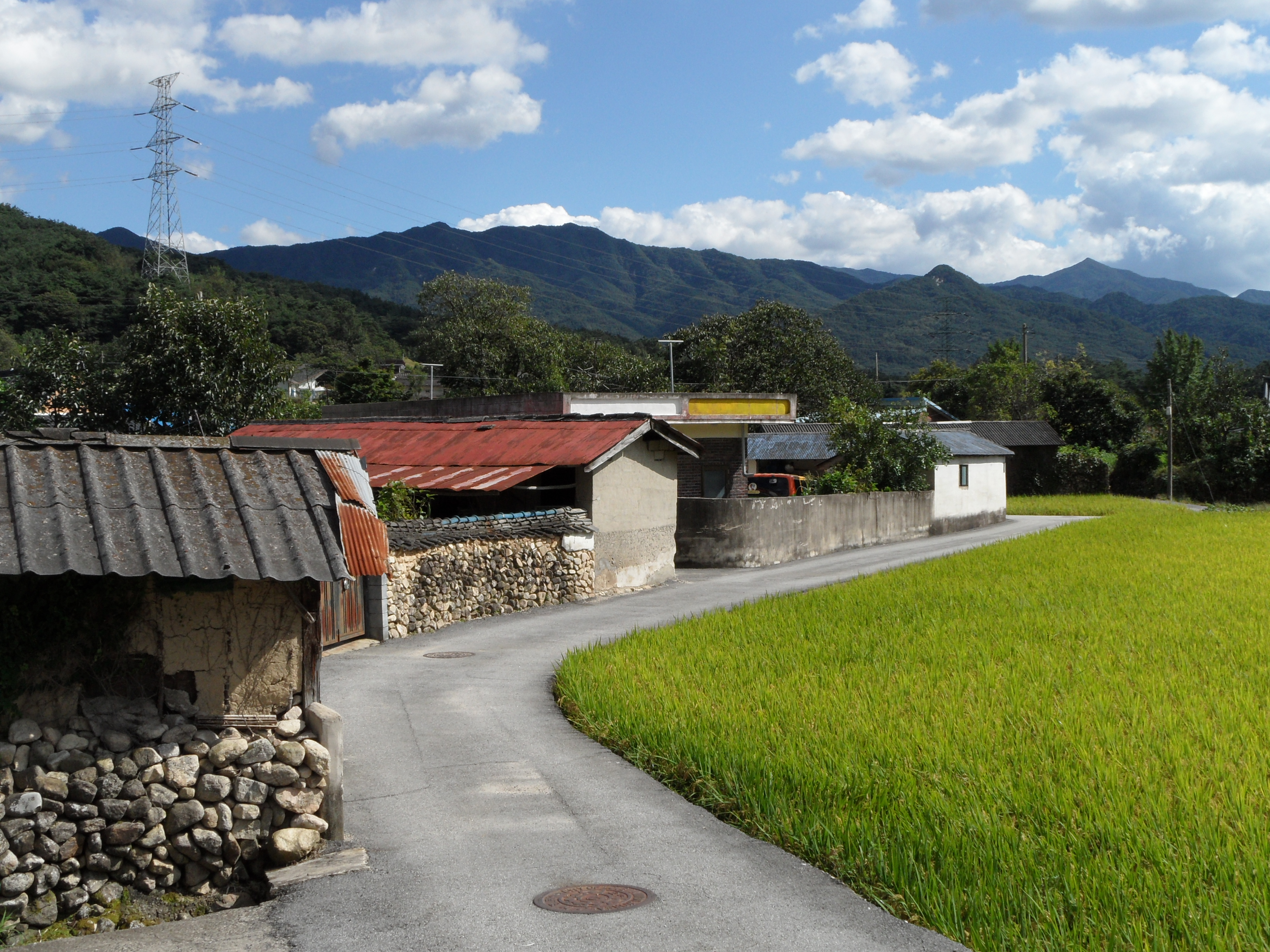
Ibeak-myeon
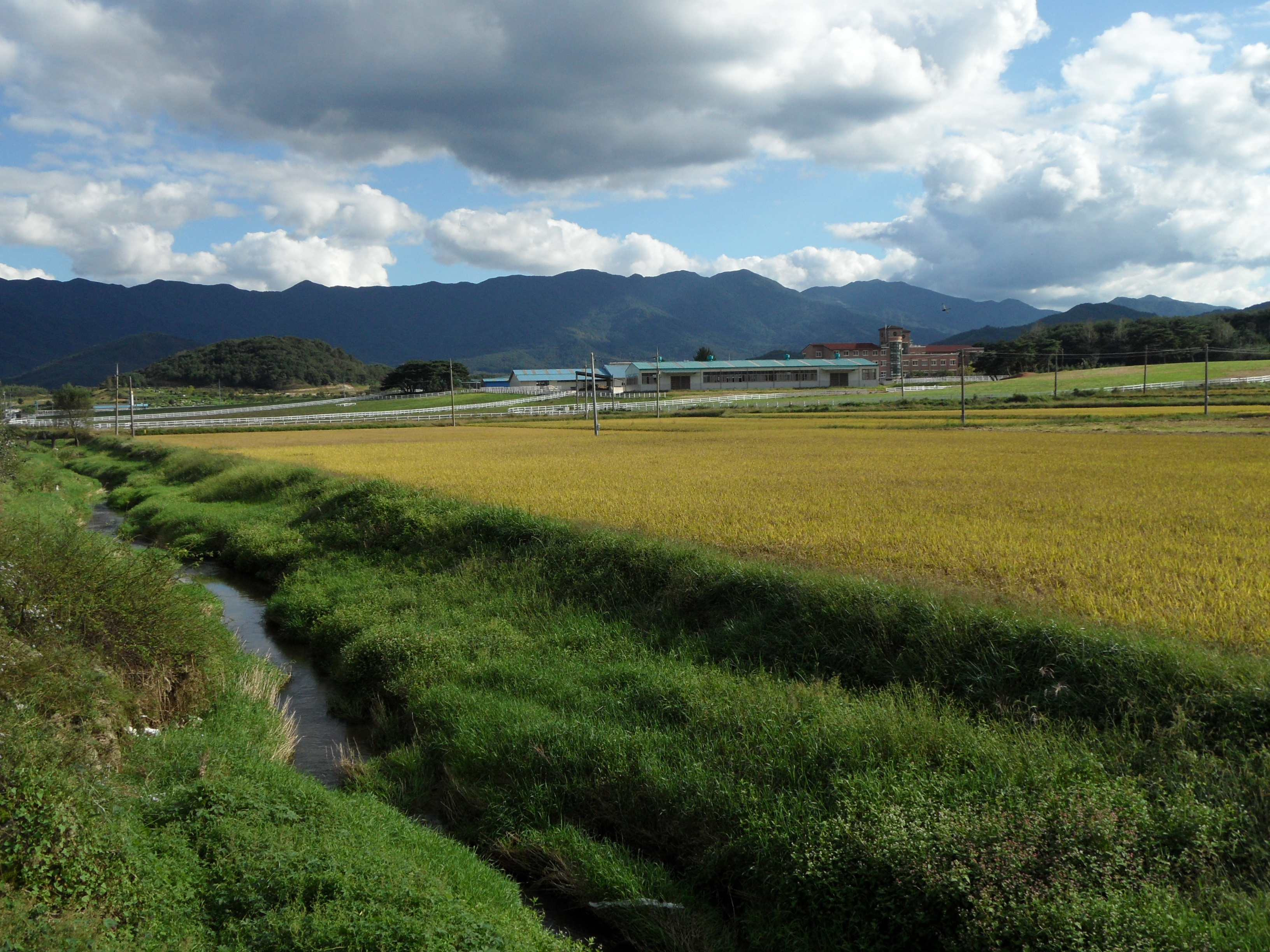
Unbong-eup

| Subdivisions                    | Habitants (12/2015) | Superficie (km2) | Densité (hab/km2) |
| ------------------------------- | ------------------- | ---------------- | ----------------- |
| Dotong-dong (도통동, 道通洞)    | 17 787              | 15,4             | 1155              |
| Hyanggyo-dong (향교동, 鄕校洞)  | 8 087               | 18,5             | 437               |
| Geum-dong (금동, 錦洞)          | 7 313               | 2,0              | 3657              |
| Noam-dong (노암동, 鷺岩洞)      | 5 068               | 8,9              | 569               |
| Wangjeong-dong (왕정동, 王亭洞) | 4 414               | 6,1              | 724               |
| Jukhang-dong (죽항동, 竹巷洞)   | 4 057               | 0,7              | 5796              |
| Dongchung-dong (동충동, 東忠洞) | 3 794               | 0,6              | 6323              |
| Total partie urbaine            | 52 200              | 50,52            | 968               |
| Unbong-eup (운봉읍, 雲峯邑)     | 4 015               | 69,5             | 58                |
| Inwol-myeon (인월면, 引月面)    | 2 943               | 37,5             | 78                |
| Jucheon-myeon (주천면, 朱川面)  | 2 647               | 54,6             | 48                |
| Geumji-myeon (금지면, 金池面)   | 2 605               | 33,5             | 78                |
| Ibaek-myeon (이백면, 二百面)    | 2 407               | 43,6             | 55                |
| Songdong-myeon (송동면, 松洞面) | 2 274               | 33,2             | 68                |
| Sannae-myeon (산내면, 山內面    | 2 214               | 103,4            | 21                |
| Sandong-myeon (산동면, 山東面)  | 2 024               | 53,8             | 38                |
| Ayeong-myeon (아영면, 阿英面)   | 2 021               | 35,5             | 57                |
| Jusaeng-myeon (주생면, 周生面)  | 1 993               | 26,3             | 76                |
| Daegang-myeon (대강면, 帶江面)  | 1 815               | 43,9             | 41                |
| Daesan-myeon (대산면, 大山面)   | 1 740               | 36,1             | 48                |
| Bojeol-myeon (보절면, 寶節面)   | 1 678               | 42,0             | 40                |
| Samae-myeon (사매면, 巳梅面)    | 1 674               | 32,2             | 52                |
| Suji-myeon (수지면, 水旨面)     | 1 250               | 31,5             | 40                |
| Deoggwa-myeon (덕과면, 德果面)  | 1 036               | 23,7             | 44                |
| Namwon-si (남원시, 南原市)      | 84 856              | 752,62           | 112,7             |

- Geumji-myeon
- Jucheon-myeon
- Suji-myeon
- Ibeak-myeon
- Unbong-eup

## Culture et patrimoine

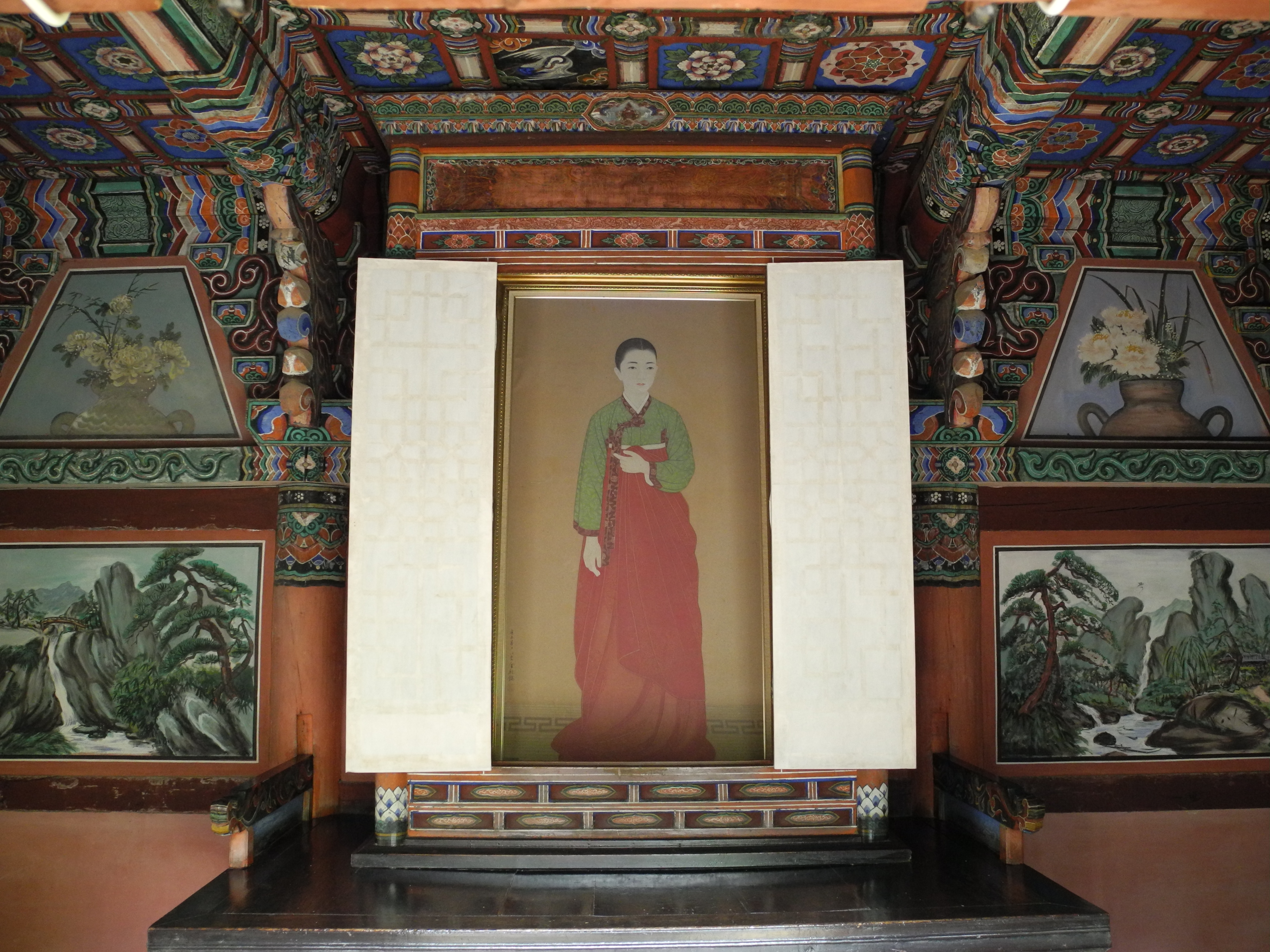
Sanctuaire de Chunyang

- Le festival de Chunyang (춘향제) se déroule chaque année pendant cinq jours au printemps depuis 1931 en l'honneur de la célèbre histoire de Chunyang qui resta continuellement fidèle à son mari, l'aristocrate Yi Mong-nyong. Il propose entre autres des concours de musique traditionnelle et de poèmes (sijo), des spectacles de percussions et des jeux traditionnels[3],[4]. Le parc Chunyang a également été créé en son honneur pour présenter les principaux sites de l'histoire[5],[6].
- Le Gwanghalluwon est un jardin traditionnel symbolisant l'univers qui est considéré comme le lieu où Chunyang a rencontré Mongnyong. Il contient notamment un étang, le pont Ojakgyo et le pavillon Gwanghallu construit en 1419 pour Hwang Hui (en), un premier ministre de la dynastie Joseon[7].
- Le musée folklorique de Namwon
- Ruines de Manboksa, un temple bouddhiste construit entre 1046 et 1083 à l'époque de Goryeo.Koryo.
- Silsangsa est un temple bouddhiste situé à Sannae-myeon fondé en 828 par le moine Jeunggak. Détruit par les Japonais en 1597, reconstruit en 1700 et presque incendié en 1882, il est sauvegardé comme un témoin de l'époque de Silla et abrite une pagode à trois étages qui a été classée trésor national no 10.
- Le monument commémoratif de la grande bataille de Hwangsan.
- Maninuichong, la tombe dédiée aux 10 000 personnes mortes en 1597 à l'issue du siège de Namwon.
- Les murs de la forteresse de Namwon.

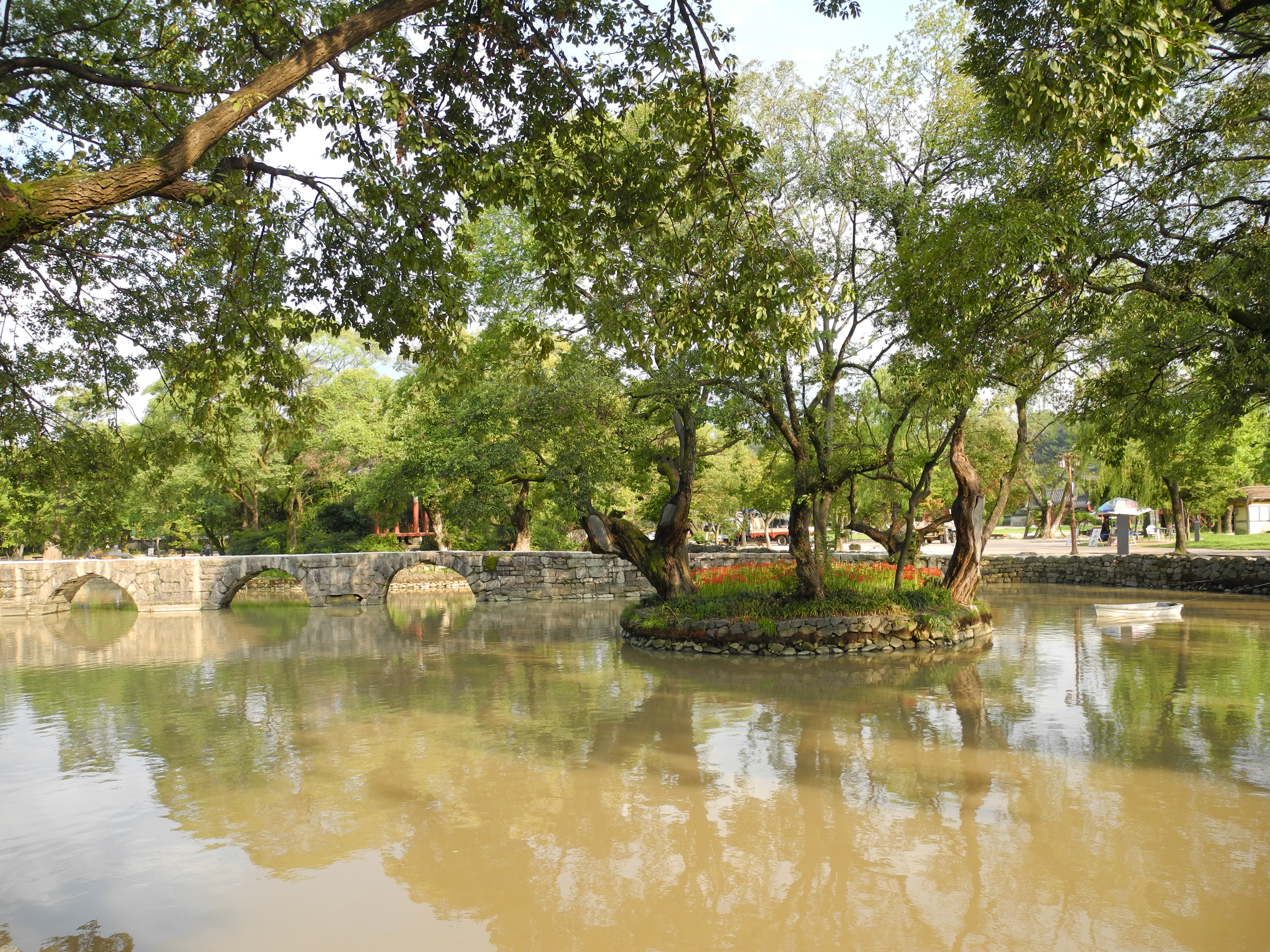
Jardin Gwanghallu
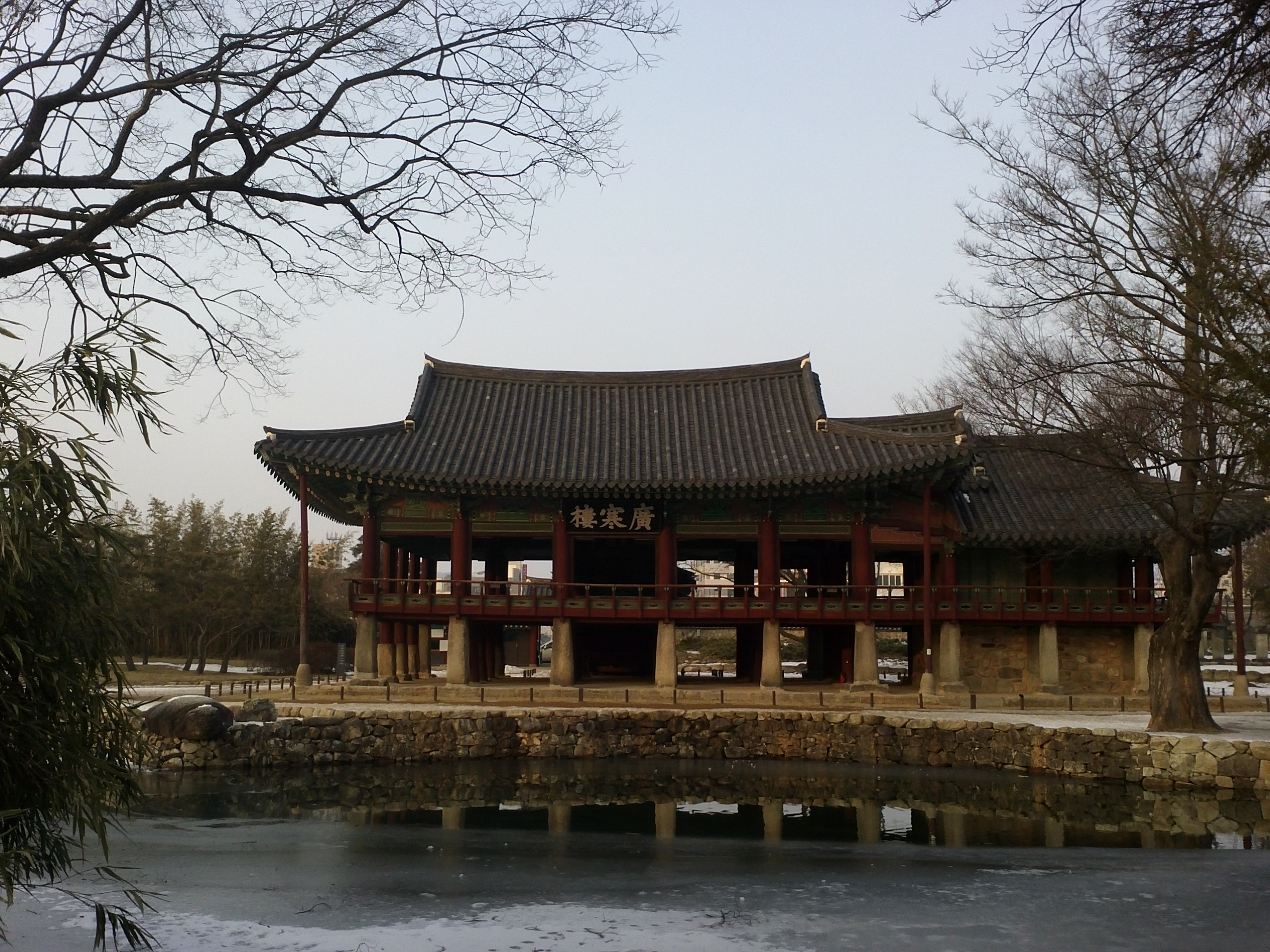
Pavillon Gwanghallu
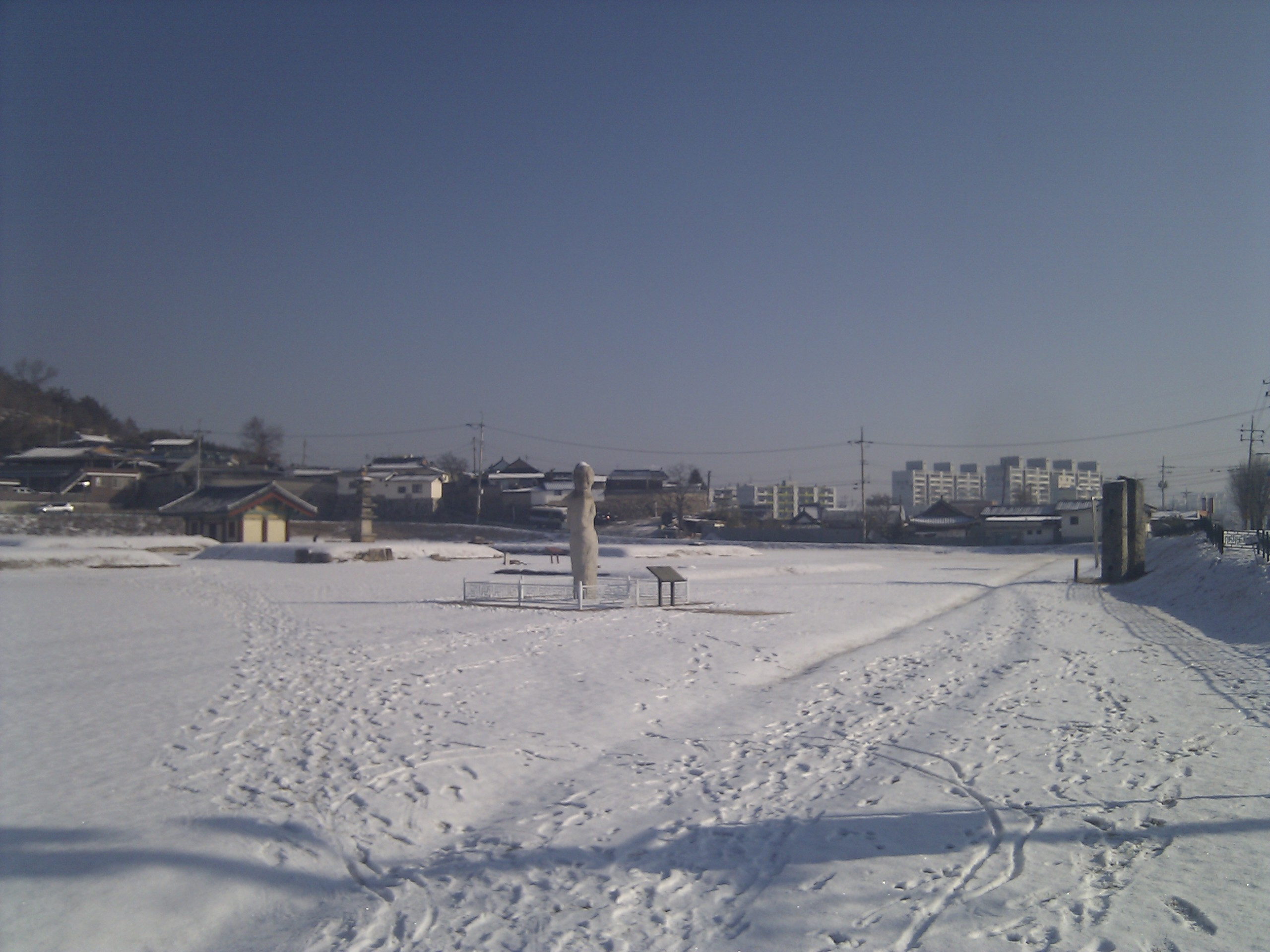
Site de Manboksa
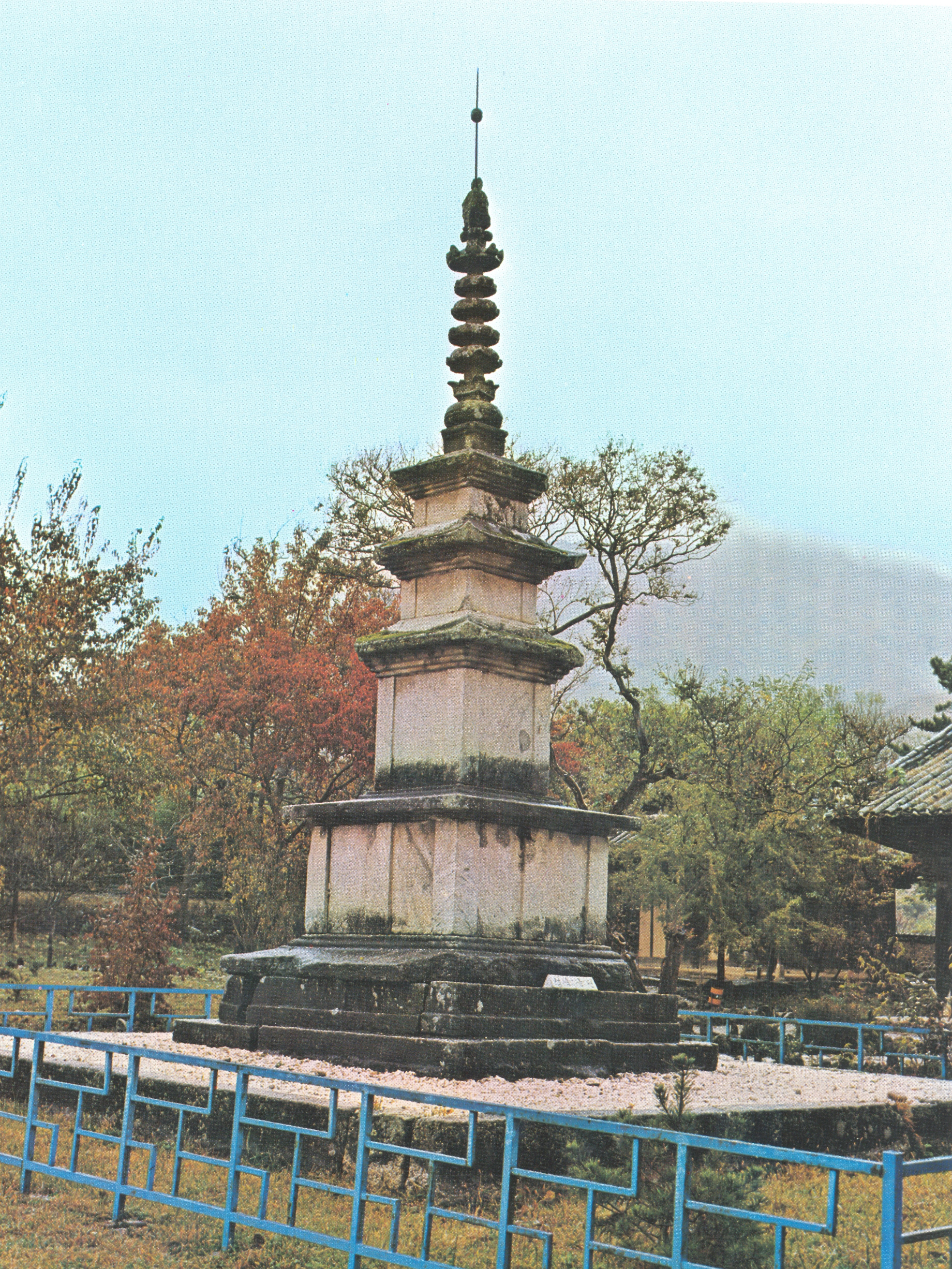
Pagode de Silsangsa
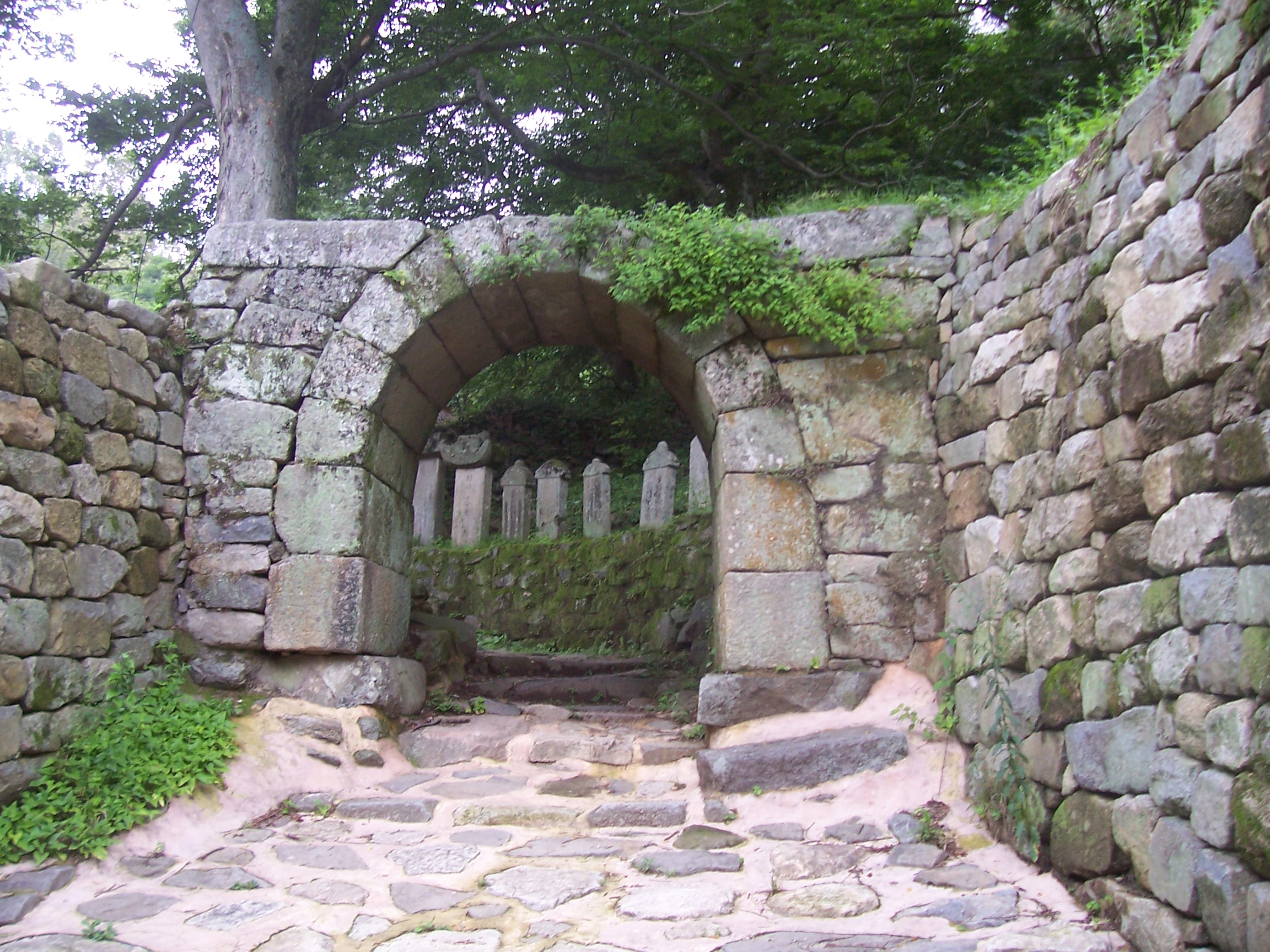
Forteresse de Namwon

## Jumelages
- Miryang (Corée du Sud)
- Asan (Corée du Sud)
- Guro-gu (Corée du Sud)
- Seocho-gu (Corée du Sud)
- Yancheng (Chine)

## Personnalités liées
- Yi Bok-nam (1555 - 1597), commandant militaire
- Choi Ihn Suk (1953 - ), écrivain
- Shin Joon-sup (1963-), champion olympique de boxe.
- Oh Eun-sun (1966 - ), première femme à gravir les 14 sommets de plus de 8 000 mètres

## Galerie

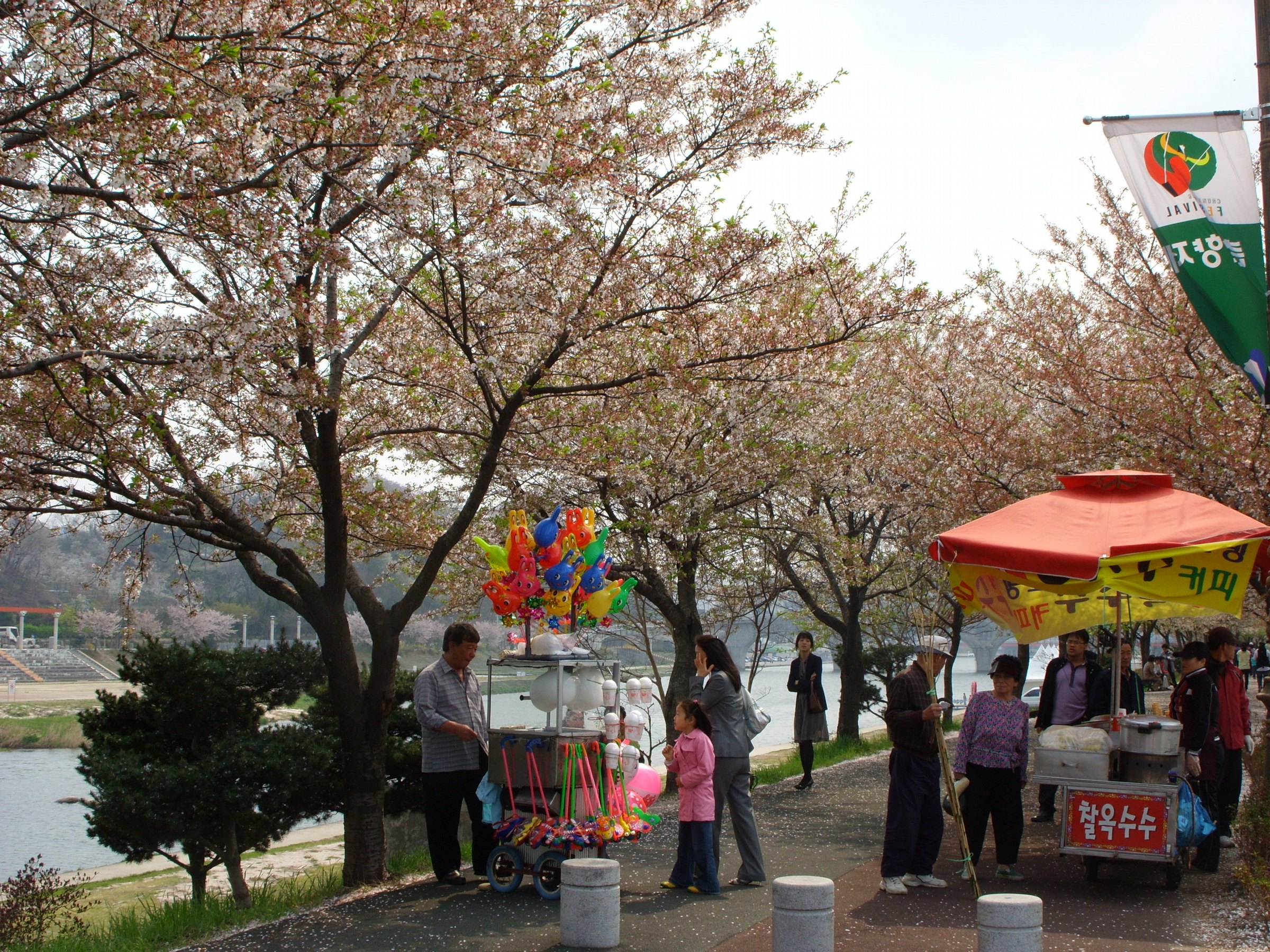
La Yocheon au printemps
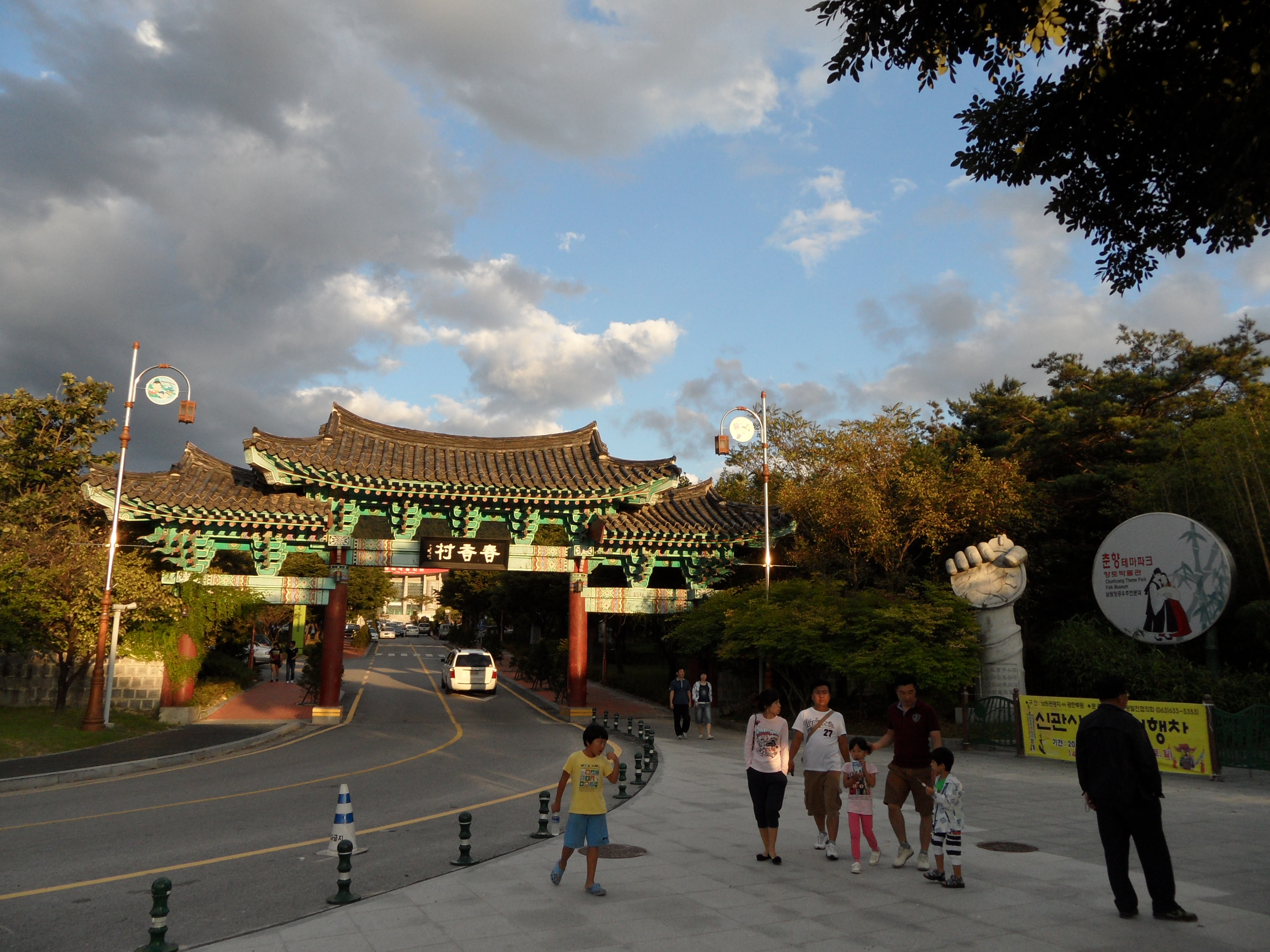
Complexe touristique de Namwon
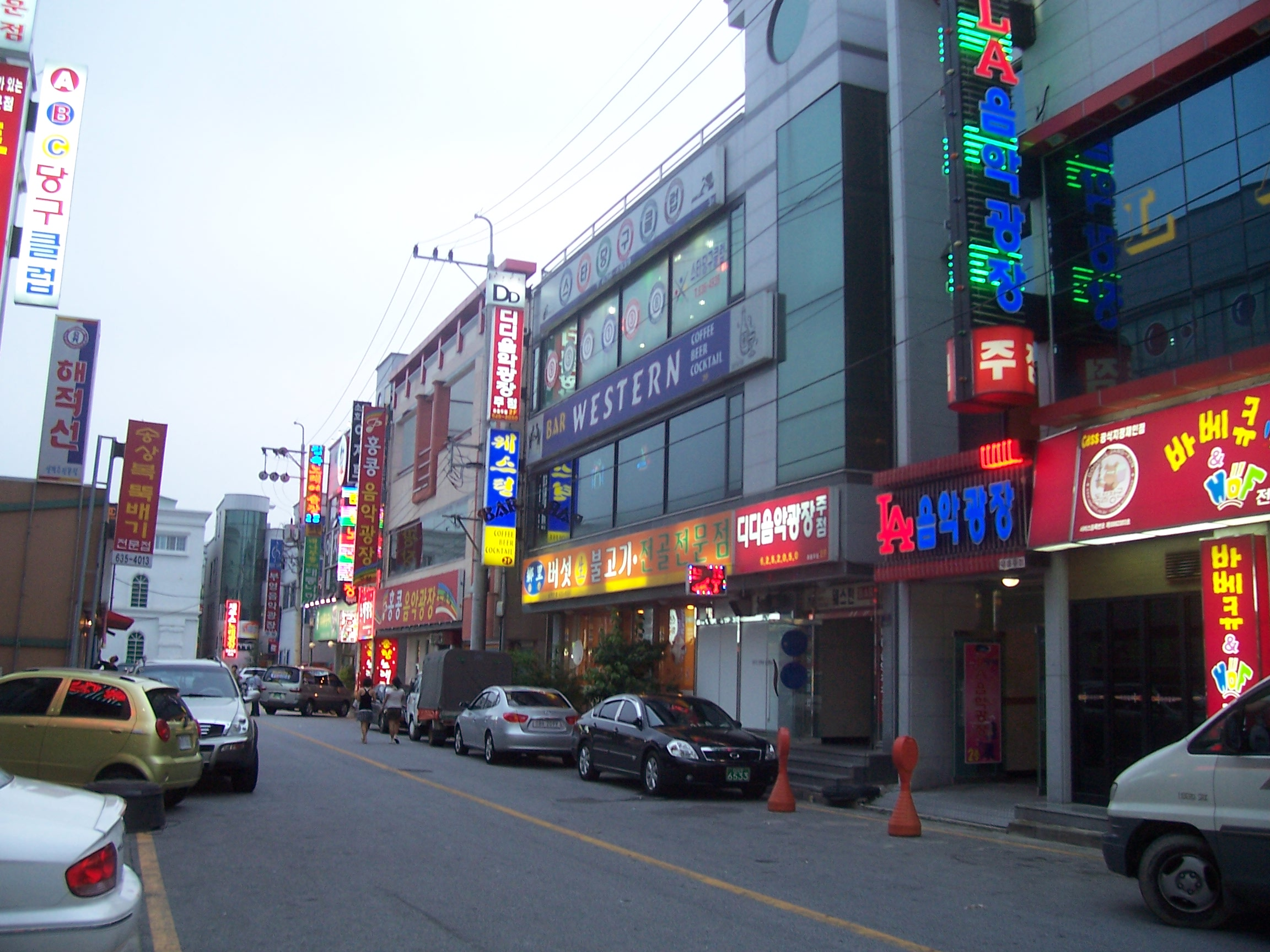
Restaurants de Dotong-dong
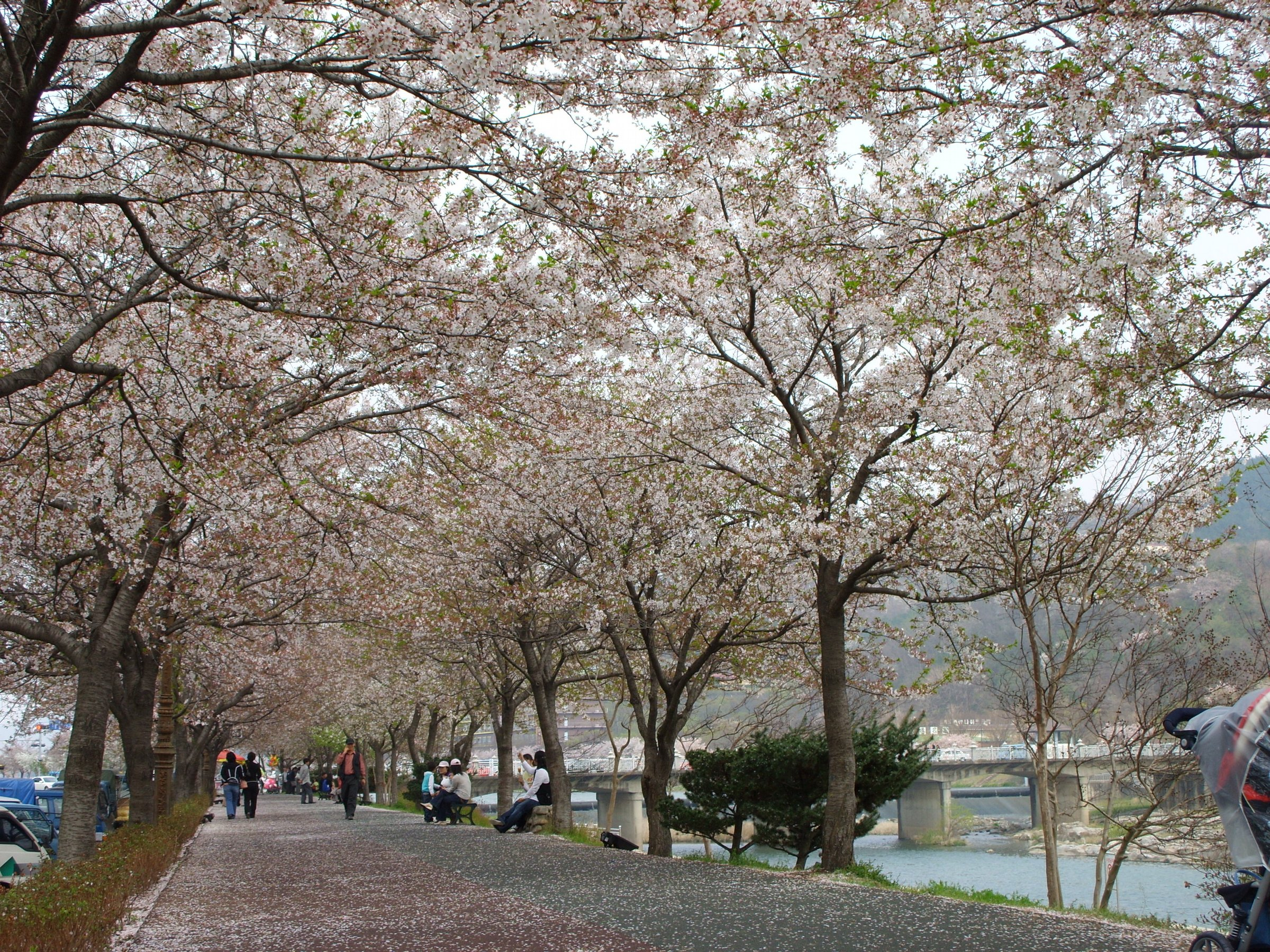
La Yocheon au printemps